# 폴: 600미터
폴: 600미터(Fall)는 미국에서 제작된 스콧 만 감독의 2022년 스릴러 영화이다. 그레이스 펄튼 등이 주연으로 출연하였다.

## 출연

### 주연
- 그레이스 캐럴라인 커리 - 베키 역
- 버지니아 가드너 - 헌터 역

### 조연
- 제프리 딘 모건 - 제임스 역
- 메이슨 구딩 - 댄 역
- 줄리아 페이스 밋첼 - 식당 서버
- 제스퍼 콜 - 스티브 역